# Liste der Bodendenkmäler in Marktbergel
Auf dieser Seite sind die Bodendenkmäler in dem mittelfränkischen Markt Marktbergel zusammengestellt. Diese Tabelle ist eine Teilliste der Liste der Bodendenkmäler in Bayern. Grundlage ist die Bayerische Denkmalliste, die auf Basis des Bayerischen Denkmalschutzgesetzes vom 1. Oktober 1973 erstmals erstellt wurde und seither durch das Bayerische Landesamt für Denkmalpflege geführt wird. Die folgenden Angaben ersetzen nicht die rechtsverbindliche Auskunft der Denkmalschutzbehörde.

## Bodendenkmäler in Marktbergel

### Bodendenkmäler in der Gemarkung Marktbergel
| Lage                   | Objekt | Akten-Nr.     | Bild |
| ---------------------- | --- | ------------- | ---- |
| Marktbergel (Standort) | Abschnittsbefestigung vor- und frühgeschichtlicher Zeitstellung. | D-5-6528-0070 |      |
| Marktbergel (Standort) | Wallanlage vor- und frühgeschichtlicher Zeitstellung und Siedlung des Neolithikums und der Hallstattzeit sowie ehemalige Kapelle des Mittelalters und der Neuzeit.                                                        | D-5-6528-0071 |      |
| Marktbergel (Standort) | Bestattungsplatz mit Grabhügel vorgeschichtlicher Zeitstellung. | D-5-6528-0072 |      |
| Marktbergel (Standort) | Bestattungsplatz mit Grabhügel vorgeschichtlicher Zeitstellung. | D-5-6528-0073 |      |
| Marktbergel (Standort) | Siedlung des Neolithikums und der Latènezeit. | D-5-6528-0076 |      |
| Marktbergel (Standort) | Siedlung des Neolithikums und der Latènezeit. | D-5-6528-0078 |      |
| Marktbergel (Standort) | Siedlung vorgeschichtlicher Zeitstellung. | D-5-6528-0080 |      |
| Marktbergel (Standort) | Siedlung vorgeschichtlicher Zeitstellung. | D-5-6528-0081 |      |
| Marktbergel (Standort) | Siedlung vorgeschichtlicher Zeitstellung. | D-5-6528-0082 |      |
| Marktbergel (Standort) | Siedlung vorgeschichtlicher Zeitstellung. | D-5-6528-0089 |      |
| Marktbergel (Standort) | Siedlung der Latènezeit. | D-5-6528-0090 |      |
| Marktbergel (Standort) | Dolinen mit Siedlungshinterlassenschaften der Linearbandkeramik, des Jungneolithikums (Bischheim, Michelsberg), der Bronzezeit und Urnenfelderkultur sowie der Hallstatt- und frühen Latènezeit, ferner des Mittelalters. | D-5-6528-0174 |      |
| Marktbergel (Standort) | Siedlung des Neolithikums und der Bronzezeit. | D-5-6528-0193 |      |
| Marktbergel (Standort) | Siedlung des Neolithikums, der Bronzezeit und Urnenfelderzeit, der Kaiserzeit und des frühen Mittelalters. | D-5-6528-0198 |      |
| Marktbergel (Standort) | Siedlung vorgeschichtlicher Zeitstellung. | D-5-6528-0261 |      |
| Marktbergel (Standort) | Siedlung des Neolithikums und der Bronzezeit. | D-5-6528-0262 |      |
| Marktbergel (Standort) | Siedlung der Bronzezeit. | D-5-6528-0263 |      |
| Marktbergel (Standort) | Mittelalterliche und frühneuzeitliche Befunde im Bereich der Evangelisch-Lutherischen Pfarrkirche St. Veit in Marktbergel und ihrer Vorgängerbauten einschließlich umfriedetem Kirchhof mit Körpergräbern.                | D-5-6528-0265 |      |
| Marktbergel (Standort) | Mittelalterliche und frühneuzeitliche Befunde im Bereich der Evangelisch-Lutherischen Nebenkirche St. Kilian in Marktbergel einschließlich umfriedetem Kirchhof mit Körpergräbern.                                        | D-5-6528-0266 |      |
| Marktbergel (Standort) | Bestattungsplatz mit Grabhügel vorgeschichtlicher Zeitstellung. | D-5-6528-0293 |      |
| Marktbergel (Standort) | Siedlung der Hallstattzeit und der späten Latènezeit sowie des ausgehenden Frühmittelalters. | D-5-6528-0300 |      |

### Bodendenkmäler in der Gemarkung Ottenhofen
| Lage                  | Objekt | Akten-Nr.     | Bild |
| --------------------- | --- | ------------- | ---- |
| Ottenhofen (Standort) | Siedlung der Latènezeit. | D-5-6528-0096 |      |
| Ottenhofen (Standort) | Siedlung vor- und frühgeschichtlicher Zeitstellung. | D-5-6528-0097 |      |
| Ottenhofen (Standort) | Siedlung vor- und frühgeschichtlicher Zeitstellung. | D-5-6528-0098 |      |
| Ottenhofen (Standort) | Siedlung vorgeschichtlicher Zeitstellung. | D-5-6528-0158 |      |
| Ottenhofen (Standort) | Siedlung der jüngeren Latènezeit, der späten Kaiserzeit und des Frühmittelalters.                                                                                               | D-5-6528-0214 |      |
| Ottenhofen (Standort) | Mittelalterliche und frühneuzeitliche Befunde im Bereich der ehemalige Evangelisch-Lutherischen Pfarrkirche St. Gumbertus und Urban und des ummauerten Friedhofs in Ottenhofen. | D-5-6528-0268 |      |